# 아산 외암마을 건재 고택
아산 외암마을 건재 고택(牙山 外岩마을 建齋 古宅)은 대한민국 충청남도 아산시 송악면 외암리, 외암마을에 있는 조선시대의 가옥이다. 1998년 1월 5일 대한민국의 국가민속문화재 제233호로 지정되었다.

## 개요
설화산 아래 자리한 외암리마을의 중심부에 서북향한 옛집으로 '영암집'이라고도 한다. 조선 숙종 때의 문신 이간(1677∼1727)이 태어난 집을 현 소유자의 증조할아버지인 건재 이상익(1848∼1897)이 고종 6년(1869)에 지금 모습으로 지었다고 한다.
문간채·사랑채·안채를 주축으로 하여, 안채의 오른쪽에 나무광·왼쪽에 곳간채·안채 뒷편 오른쪽에는 가묘(家廟)를 배치하였다. 안채와 사랑채는 'ㄱ'자형 집으로 마주하여 튼 ㅁ자형을 이루고 있다. 또 사랑채 앞은 넓은 마당으로 연못과 정자 등으로 구성된 정원을 꾸몄다.
우리나라 전통 정원은 사랑채 앞마당을 빈 공간으로 두거나 화단을 꾸며 나무를 심었는데, 이 집은 자연경관을 위주로 한 정원을 꾸몄다. 소나무·은행나무·감나무 등의 수목을 마당 전체에 자연스럽게 심고 일본 정원의 기법인 거북섬을 꾸며, 전통과 외래 조경이 섞인 조선 후기 절충형 정원을 이루고 있다. 또한 설화산 계곡에서 흐르는 명당수가 마당을 거쳐 연못으로 흐르게 하는 특이한 조경을 보이고 있다. 연못자리에는 원래 별당이 있었다고 한다. 정원에 있는 2동의 정자는 원래 초가였던 것을 기와지붕으로 개조한 듯하다. 집 주위에는 돌담을 둘렀고 담 밖에는 초가로 지은 하인집이 있다.
집안에는 도자기·낙관·서화·현판·생활용구 등 대대로 물려오는 유물 300여 점이 보관되어 있다. 특히 사랑채에 보관되고 있는 '이간(李柬)'의 교지는 '입향조(入鄕祖)'의 근거자료가 된다. 조선 후기 사대부가의 전형적인 건축으로, 건물의 배치와 규모·기법으로 보아 외암리 민속마을을 대표할 만한 주택이다.

## 같이 보기
- 외암마을

## 참고 자료
- 아산 외암마을 건재 고택 - 국가유산청 국가유산포털